# 無情 (虛構人物)
無情（本名盛崖余），溫瑞安小說《四大名捕》中的人物，是諸葛神侯的大弟子，四大名捕之首。人稱“大捕頭，”江湖贊言“無腿行千裡，千手不能防”。

## 簡介
無情出身於江蘇淮陰城白瀑村的富有之家。父親成亭田為“文武榜眼”，是華山派的門人；母親是“玉女穿梭”甄綉衣。無情幼年時成家一家慘遭十三凶徒滅門，幸得諸葛先生相救得以保全性命，但經脈被震斷，雙腿被廢衹能以輪代步。

### 影視形象
以下是各影视版本的无情扮演者——
- 伍卫国《四大名捕》（合作演员：梁小龙、黎汉持、张翼、米雪）
- 金兴贤《四大名捕重出江湖》（合作演员：罗乐林、鲁振顺、韦白、文雪儿）
- 聂远《四大名捕斗将军》（合作演员：何润东、王学兵、黄少祺）——情系：诸葛青青（沈傲君）
- 朱泳腾《四大名捕会京师》（合作演员：钟汉良、车仁表、蒋毅、王艳）
- 吴奇隆《名捕震关东》（合作演员：任泉、王久胜、卢星宇）——情系：雅风（左小青）
- 林峯《少年四大名捕》（合作演员：马国明、陈键锋、吴卓羲）——情系：桑芷妍（徐子珊）
- 刘亦菲《四大名捕》（导演：陈嘉上，合作演员：邓超、郑中基）[1]
- 杨洋《少年四大名捕 (内地版)》（合作演员：张翰、陈伟霆、茅子俊——情系：南宫如烟、暮雪、楚离陌[2]

## 影視人物
- 電視劇《敗家仔》中的司徒無情，張茜飾演。